# Moctar Sidi El Hacen
Moctar Sidi El Hacen El Ide (en arabe : مختار سيدي الحسن), dit Hacen, né le 31 décembre 1997 à Arafat, est un footballeur international mauritanien. Il évolue au poste de milieu de terrain au CD Lugo, en prêt du Real Valladolid.

## Carrière

### En club
Formé à l'ASAC Concorde, il part à Levante UD en 2014. Il débute avec les jeunes, puis les réserves avant de jouer son premier match avec l'équipe première le 28 novembre 2017 contre Gérone FC en coupe d'Espagne. Le 24 juillet 2018, il rejoint le Real Valladolid. 
En janvier 2020, El Hacen est prêté jusqu'à la fin de la saison au CD Lugo.

### En sélection
Le 24 juin 2019, lors de la Coupe d'Afrique des nations 2019, il marque le seul but de la Mauritanie contre l'équipe du Mali.